# Aspidoptera falcata
Aspidoptera falcata är en tvåvingeart som beskrevs av Wenzel 1976. Aspidoptera falcata ingår i släktet Aspidoptera och familjen lusflugor.
Artens utbredningsområde är Venezuela. Inga underarter finns listade i Catalogue of Life.